# دورته جنسن
دورته جنسن (انگلیسی: Dorte Jensen؛ زادهٔ ۲۰ اکتبر ۱۹۷۲) قایقران اهل دانمارک است.